# Робеко сул Навильо
Робѐко сул Навѝльо (на италиански: Robecco sul Naviglio, на западноломбардски: Rubécc sül Nivìrij, Рубеч сюл Нивирий) е градче и община в Северна Италия, провинция Милано, регион Ломбардия. Разположено е на 120 m надморска височина. Населението на общината е 6929 души (към 2010 г.).